# Squale (bateau)
Pour les articles homonymes, voir Squale.
Le Squale est un bateau dinghy fabriqué à partir de 1961 par les Chantiers Jeanneau. Il est la version sportive du Mirage et devient le premier bateau de course entièrement réalisé en stratifié verre polyester.

## Historique

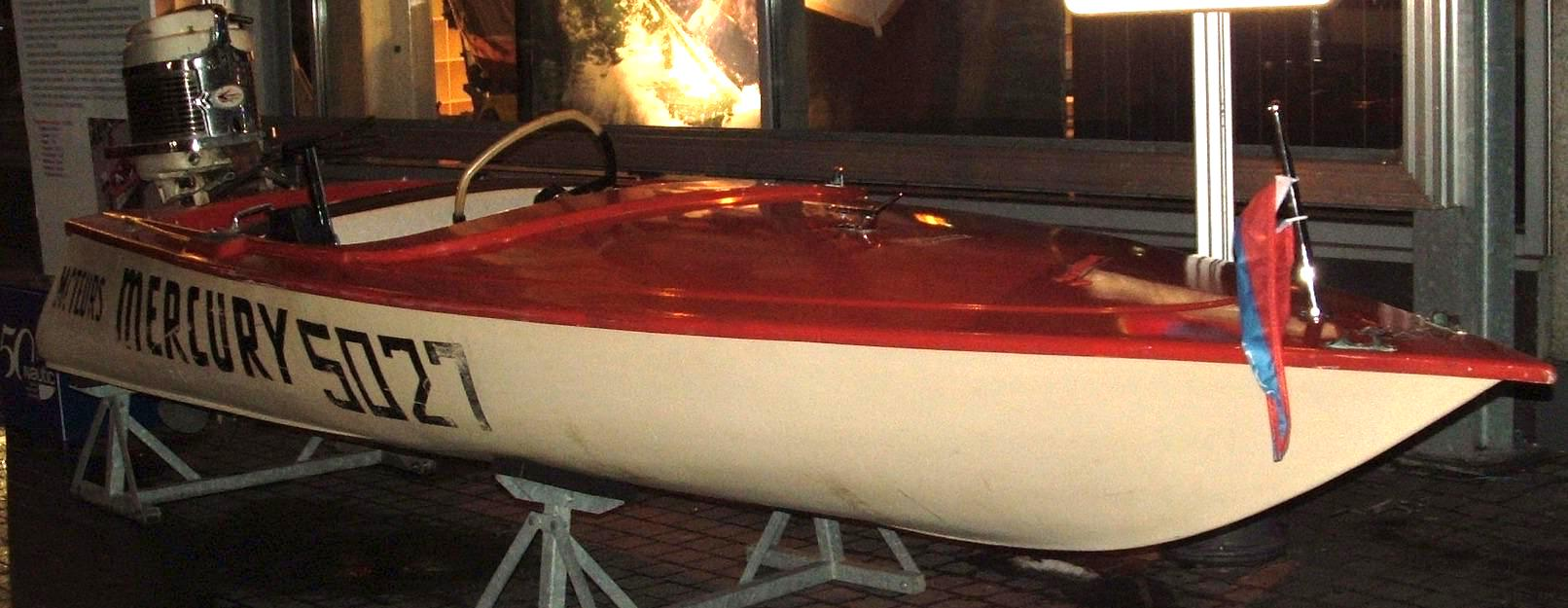

Construit entre les années 1961 et 1964, le Squale a été réalisé en petite série. On estime à environ 150-200 modèles fabriqués, soit 50 à 70 bateaux par an environ. Aujourd'hui, il ne reste plus que quelques modèles toujours en état de naviguer. Ses dimensions sont conçues pour la course à haute vitesse et pour tirer des skieurs dans les meilleurs conditions. Ses dimensions sont de 425 x 144 x 56 cm pour 134 kg.
Le Squale était à l'origine équipé d'un grand caisson étanche avant, de deux caissons étanches arrières, de coussins Dunlopillo matelasse, d'une direction américaine, d'accastillage chromé, d'un marchepied, d'un tapis caoutchouc et d'un pare-brise panoramique.
Alors motorisé dans sa version classique par un moteur 50cv Mercury, le dignhy de Jeanneau devient souple nerveux et rapide. L'année 1961, le Squale gagne de nombreux prix. Il est 1er au Championnat de France, 1er Lyon à la Mer, 1er aux 2 heures de Rouen, 1er au Grand Prix de l'Atlantique, 1er au Grand Prix de Caen, 1er aux 100 km de Lyon et 1er à l'heure de Poncin.